# Robert Shaye
Pour les articles homonymes, voir Shaye.
Robert Shaye (alias Bob Shaye) est un producteur, acteur, réalisateur et scénariste américain.

## Biographie
Né à Détroit, dans le Michigan, le 3 mars 1939. Il est le coprésident et co-CEO de New Line Cinema, avec Michael Lynne.

Il est le frère de l'actrice Lin Shaye.

## Filmographie

### Producteur/Producteur délégué/Producteur associé
- 1977 :  Stunts de Mark L. Lester
- 1981 :  Polyester de John Waters
- 1982 :  Dément (Alone in the Dark) de Jack Sholder
- 1983 :  Xtro de Harry Bromley Davenport
- 1983 :  The First Time de Charlie Loventhal
- 1984 :  Les Griffes de la nuit (A Nightmare on Elm Street) de Wes Craven
- 1985 :  La Revanche de Freddy (A Nightmare on Elm Street Part 2: Freddy's Revenge) de Jack Sholder
- 1986 :  Critters de Stephen Herek
- 1986 :  Quiet Cool de Clay Borris
- 1987 :  Les Griffes du cauchemar (A Nightmare on Elm Street 3: Dream Warriors) de Chuck Russell
- 1987 :  My Demon Lover de Charlie Loventhal
- 1987 :  Hidden (The Hidden) de Jack Sholder
- 1987 :  Stranded de Fleming B. Fuller et Tex Fuller
- 1988 :  Hairspray de John Waters
- 1988 :  Critters 2 (Critters 2: The Main Course) de Mick Garris
- 1988 :  Le Cauchemar de Freddy (A Nightmare on Elm Street 4: The Dream Master) de Ron Nyswaner
- 1988 :  Le Prince de Pennsylvanie (The Prince of Pennsylvania) de Ron Nyswaner
- 1988-1990 :  Freddy, le cauchemar de vos nuits (Freddy's Nightmares) (Série TV épisode 3, saison 1 Killer Instinct)
- 1989 :  L'Enfant du cauchemar (A Nightmare on Elm Street: The Dream Child) de Stephen Hopkins
- 1990 :  Un ange de trop (Heart Condition) de James D. Parriott
- 1991 :  La Fin de Freddy - L'ultime cauchemar (The Final Nightmare) de Rachel Talalay
- 1994 :  Blink de Michael Apted
- 1994 :  Freddy sort de la nuit (New Nightmare) de Wes Craven
- 2000 :  Fréquence interdite (Frequency) de Gregory Hoblit
- 2001 :  Le Seigneur des anneaux : La Communauté de l'anneau (The Lord of the Rings: The Fellowship of the Ring) de Peter Jackson
- 2002 :  Le Seigneur des anneaux : Les Deux Tours (The Lord of the Rings: The Two Towers) de Peter Jackson
- 2003 :  Freddy contre Jason (Freddy vs. Jason) de Ronny Yu
- 2003 :  Le Seigneur des anneaux : Le Retour du roi (The Lord of the Rings: The Return of the King) de Peter Jackson
- 2007 :  Mimzy, le messager du futur (The Last Mimzy) de Robert Shaye
- 2007 :  Hairspray d'Adam Shankman
- 2007 :  À la croisée des mondes : La Boussole d'or (The Golden Compass) de Chris Weitz
- 2010 :  Les Griffes de la nuit de Samuel Bayer
- 2013 :  The Mortal Instruments : La Cité des ténèbres (The Mortal Instruments: City of Bones) de Harald Zwart

### Acteur
- 1985 : La Revanche de Freddy (A Nightmare On Elm Street Part 2: Freddy's Revenge) de Jack Sholder : le gérant du bar SM
- 1986 : Quiet Cool de Clay Borris : Franklin
- 1988 : Le Cauchemar de Freddy (A Nightmare on Elm Street 4: The Dream Master) de Renny Harlin
- 1988-1990 : Freddy, le cauchemar de vos nuits (Freddy's Nightmares) (Série TV épisode 3, saison 1 Killer Instinct) : Don, le ministre
- 1991 : La Fin de Freddy - L'ultime cauchemar (Freddy's Dead: The Final Nightmare ) de Rachel Talalay
- 1993 : Alarme fatale (National Lampoon's Loaded Weapon 1) de Gene Quintano
- 1993 : Max, le meilleur ami de l'homme (Man's Best Friend) de John Lafia
- 2001 : Festival in Cannes de Henry Jaglom : Bert Shuster
- 2003 : Freddy contre Jason (Freddy vs. Jason) de Ronny Yu : Principal Shaye
- 2004 : Cellular de David R. Ellis : détective

### Réalisateur
- 1963 : Image (court-métrage)
- 1965 : On Fighting Witches
- 1990 : Elles craquent toutes sauf une (Book of Love)
- 2007 : Mimzy, le messager du futur (The Last Mimzy)
- 2017 : Gifted (en post-production)

### Scénariste
- 1977 : Stunts de Mark L. Lester
- 1982 : Dément (Alone in the Dark) de Jack Sholder

### Autres métiers
- 1965 : On Fighting Witches (directeur de la photographie)

## Distinctions

### Récompenses
- 1995 : Prix pour l'ensemble de sa carrière aux Gotham Awards.
- 2006 : Prix spécial pour sa contribution au monde du cinéma au festival international du film de Karlovy Vary